# قائمة المهرجانات في تونس
قائمة المهرجانات في تونس.
| الاسم                                                   | المدينة  | التاريخ            |
| ------------------------------------------------------- | -------- | ------------------ |
| المهرجان الدولي للفروسية ببنقردان                       | بنقردان  | يوليو-أغسطس        |
| مهرجان الشعانبي للمسرح المعاصر                          | القصرين  | مارس               |
| المهرجان الدولي للقصور الصحراوية                        | تطاوين   | مارس               |
| مهرجان ربيع سبيطلة الدولي                               | سبيطلة   | أبريل-مايو         |
| مهرجان تستور الدولي للمالوف والموسيقى التقليدية العربية | تستور    | يوليو              |
| مهرجان العبادلة الأثري الدولي                           | سبيطلة   | يوليو              |
| مهرجان المدينة بفريانة                                  | فريانة   | يوليو              |
| مهرجان سيليوم الدولي بالقصرين                           | القصرين  | يوليو-أغسطس        |
| المهرجان الدولي بالحمامات                               | الحمامات | يوليو-أغسطس        |
| مهرجان طبرقة للجاز                                      | طبرقة    | يوليو-أغسطس        |
| مهرجان قرطاج الدولي                                     | قرطاج    | يوليو-أغسطس        |
| المهرجان الدولي للموسيقى السمفونية بالجم                | الجم     | يوليو-أغسطس-سبتمبر |
| أيام قرطاج السينمائية                                   | تونس     | أكتوبر أو نوفمبر   |
| أيام قرطاج المسرحية                                     | تونس     | نوفمبر             |
| أيام قرطاج الموسيقية                                    | تونس     | ديسمبر             |
| أيام قرطاج الشعرية                                      | تونس     | مارس               |
| المهرجان الدولي للصحراء بدوز                            | دوز      | ديسمبر             |
| مهرجان جربة التلفزيوني                                  | جربة     |                    |
| مهرجان ورود الرمال                                      | رمادة    |                    |